# Departamento San Cosme
Das Departamento San Cosme liegt im Norden der Provinz Corrientes im Nordosten Argentiniens und ist eine von 25 Verwaltungseinheiten der Provinz.
Im Norden grenzt es, getrennt durch den Río Paraná, an Paraguay, im Osten an das Departamento Itatí, im Süden an das Departamento San Luis del Palmar und im Westen an das Departamento Capital.
Die Hauptstadt des Departamento San Cosme ist die gleichnamige Stadt San Cosme.

## Städte und Gemeinden
- San Cosme
- Paso de la Patria
- Santa Ana de los Guácaras

Koordinaten: 27° 24′ S, 58° 36′ W